# Халунген
Халунген (њем. Hallungen) општина је у њемачкој савезној држави Тирингија. Једно је од 61 општинског средишта округа Вартбург. Према процјени из 2010. у општини је живјело 235 становника. Посједује регионалну шифру (AGS) 16063037.

## Географски и демографски подаци
Халунген се налази у савезној држави Тирингија у округу Вартбург. Општина се налази на надморској висини од 280 метара. Површина општине износи 3,9 km². У самом мјесту је, према процјени из 2010. године, живјело 235 становника. Просјечна густина становништва износи 60 становника/km².